# Brenda Meeks
Brenda Meeks es un personaje ficticio y personaje principal de la franquicia Scary Movie. Es interpretada por la actriz Regina Hall.

## Apariciones
- Scary Movie
- Scary Movie 2
- Scary Movie 3
- Scary Movie 4

## Historia
Brenda Meeks es estudiante en B. A. Corpse High School, donde es la mejor amiga de Cindy Campbell. También es la hermana de Shorty Meeks, que parece estar en el mismo grado que ella. Su novio en la escuela es Ray Wilkins.
En Halloween de 1999, ella y sus amigos regresaban a casa de una fiesta y golpearon a un chico con su auto. Aunque resulta estar vivo, están demasiado distraídos discutiendo para darse cuenta de esto y accidentalmente lo noquean, luego lo roban antes de arrojarlo de un muelle, lo que luego lo mata. Brenda consigue un anillo de oro antes de que Greg Phillipe y Ray lo arrojen al lago.
Un año después, Brenda se entera de que un compañero de clase llamado Drew Decker ha sido asesinado en su casa. Ella y los demás pronto reciben advertencias de que el asesino podría venir tras ellos. Cindy es atacada y Greg y Buffy Gilmore desaparecen misteriosamente. Cuando Brenda y Ray van al cine local, Brenda es muy perturbadora y habladora mientras que Ray va a la habitación de los hombres. Mientras tanto, el asesino de Ghostface entra en el teatro oscuro con su cuchillo en su disfraz para matarla. Desafortunadamente, Brenda es tan odiosa, habladora y molesta que los otros espectadores toman el cuchillo y matan a Brenda antes de que Ghostface pueda.
Brenda sobrevive a su ataque y se recupera, finalmente siguiendo a Cindy a la universidad.
En la universidad, Brenda toma una clase de psicología bajo el profesor Oldman prometiendo una calificación positiva por quedarse el fin de semana en Hell House para lo que se hace pasar como un estudio sobre el insomnio. Ella también renueva su relación con Ray, pero cuando la casa resulta estar embrujada, luchan por escapar. Cuando Dwight Hartman, el asistente de Oldman intenta separarlos, Brenda quiere saber por qué los blancos y los negros tienen que separarse. Aunque Dwight parece repensar sus planes, todavía divide al grupo racialmente. Cuando Cindy libera un esqueleto animado de un crematorio, Brenda está completamente dispuesta a dejar que la mate, más tarde se une a Cindy para desmontarlo y armarlo mal. Cuando Hanson, el cuidador, corta a Shorty, Brenda lucha contra Hanson con Cindy Campbell y Theo Keyoko, derrotándolo.
Brenda se gradúa de la universidad y se convierte en maestra.
Brenda consigue un trabajo como maestra para el sobrino de Cindy, Cody Campbell, y Sue Logan, la sobrina de George Logan. Ella va con Cindy a ver a George hacer su batalla de rap, confesándole a Cindy que se siente preocupada de que algo malo estaba a punto de sucederle y que Cindy debería ayudarla a consolarla pasando una noche en su casa. Cindy amablemente está de acuerdo, pero ambos se sorprenden de que la capucha de George se parezca a un disfraz del KKK después de que él gana. Brenda y Cindy se retiran a su apartamento donde Brenda menciona que vio una cinta maldita. Sin embargo, Brenda no se lo toma en serio; ella le juega varias bromas viciosas a Cindy hasta que a Cindy ya no le importa. Cuando la chica fantasma Tabitha sale del televisor, para llevarla, Brenda no puede llamar la atención de Cindy. Aunque Brenda lucha contra ella y finalmente gana la ventaja, Tabitha la mata. En su funeral, los amigos de Brenda de la batalla de rap, George Logan y Mahalik aparecen, pero erróneamente piensan que todavía está viva y tratan de revivirla, solo para hacer estallar sus restos.
De alguna manera, Brenda aparece viva trabajando como reportera. Ella ayuda a Cindy y Tom a luchar contra los invasores alienígenas, más tarde teniendo relaciones sexuales con uno de los alienígenas, lo que contrae una enfermedad de transmisión sexual que elimina su raza. Finalmente termina embarazada y tiene un bebé medio humano con ADN alienígena.

## Trivia
- Brenda es uno de los pocos personajes, excepto Cindy, que aparece en todas las películas de miedo antes de la quinta entrada de la franquicia.
- Es la única en regresar de la muerte en dos ocasiones.
- Ella y Shorty poseen el mismo apellido que Randy Meeks, personaje de las primeras tres películas de Scream
- Brenda está inspirada en personajes de películas de terror/slasher:
  - Hallie McDaniel (mejor amiga de la protagonista) y Maureen Evans (su muerte en la sala de cine) de Scream 2
  - Karla Wilson (mejor amiga de la protagonista) en I Still Know What You Did Last Summer